# Honoré Vlamynck
Honoré Vlamynck geboren te (Oostende op 29 januari 1897 - Oostende, 1 september 1974) was een voetballer die speelde als aanvaller. Hij speelde in de Belgische Eerste klasse bij Daring CB en werd eenmaal Belgisch topschutter.
Hij begon in 1910 bij VG Oostende waar Daring hem wegplukte net na de oorlog en meteen topschutter werd met 26 doelpunten.Hij speelde van 1919 tot 1928 128 matchen en scoorde 86 doelpunten en schoot na vier seizoenen nog eenmaal zijn voetbalschoenen aan om in 1932-1933 nog één partij mee te spelen.